# Пихи (притока Пруту)
Пі́гий (Пі́ги, Пи́хи) — річка в Українських Карпатах, у межах Надвірнянського району Івано-Франківської області. Права притока Пруту (басейн Дністра). 

## Опис
Довжина 11 км, площа басейну 38,6 км². Похил річки 55 м/км. Річка типово гірська. Долина вузька, V-подібна. Заплава в середній та нижній течії місцями одностороння. Річище слабозвивисте. 

## Розташування
Пігий бере початок на західних схилах гори Горде. Тече між горами Покутсько-Буковинських Карпат на північний захід, у пригирловій частині — на захід. Впадає до Пруту в південній частині села Татарів. 